# Iceberg B-17B

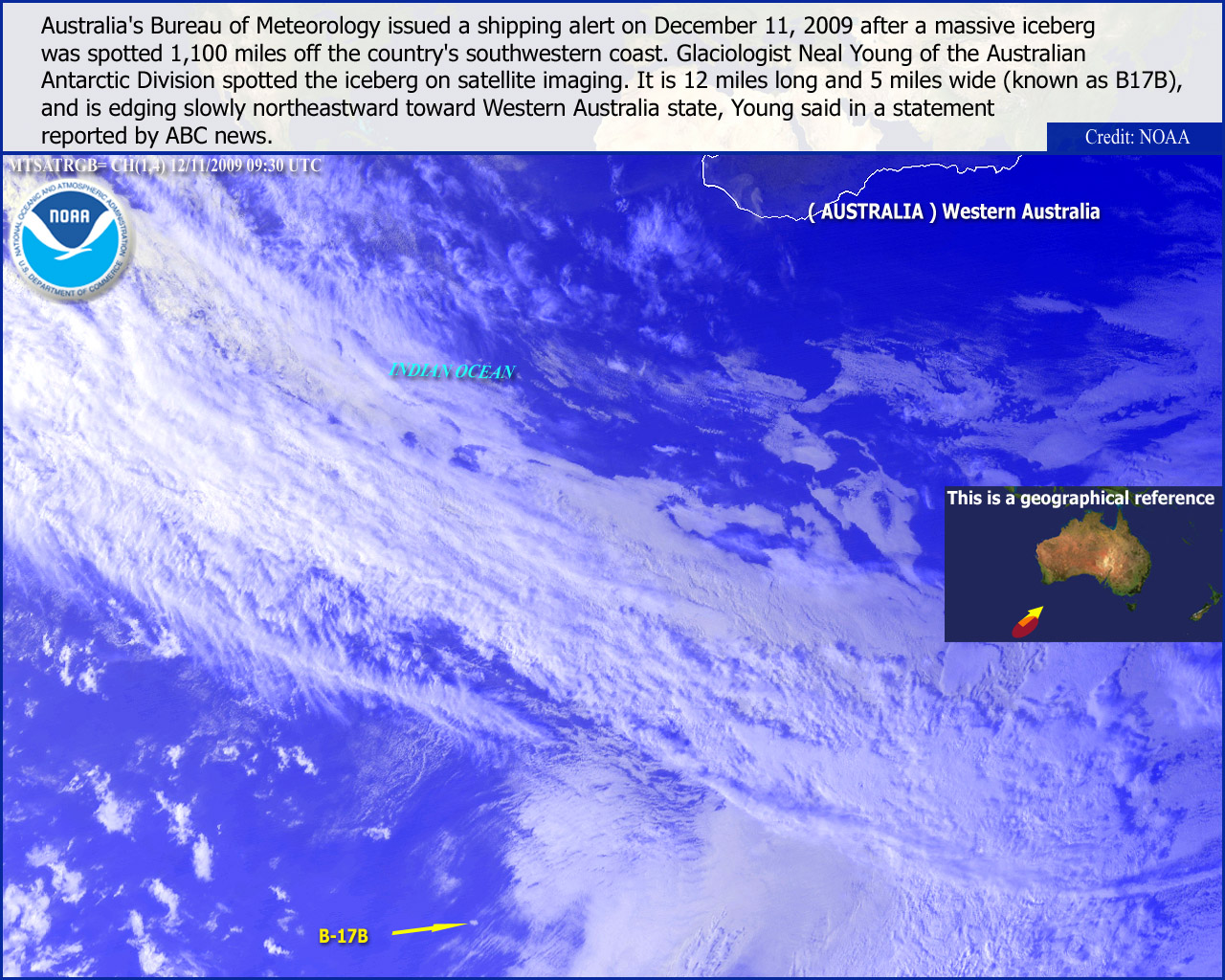
Immagine dell'iceberg B-17 scattata da un satellite del NOAA, 11 dicembre 2009.

L'Iceberg B-17B fu un iceberg con una superficie di circa 140 km², praticamente due volte quella di Manhattan.
Staccatosi nel 1999 dalla Barriera di Ross, andò alla deriva nell'oceano Antartico fino ad arrivare ad una distanza di circa 1.700 km dalla costa dell'Australia Occidentale, nell'immagine a destra è alle coordinate
(48°47′59″S 107°30′02″E).
A metà dicembre 2009 l'Australian Bureau of Meteorology emanò un'allerta diretto a tutti i naviganti dell'area.